# Computer Systems Research Group
Computer Systems Research Group (CSRG, рус. Группа исследования компьютерных систем) — исследовательская группа в Калифорнийском университете в Беркли, целью которой было улучшение операционной системы AT&T UNIX. Финансировалась агентством DARPA, входящим в структуру Министерства обороны США.

## История
Профессор Боб Фэбри (англ.) из Университета Беркли купил у AT&T лицензию на UNIX в 1974 году. Беркли начал дорабатывать UNIX и распространять свои версии UNIX под названием BSD. В 1980 году профессор Фэбри заключил контракт с DARPA на дальнейшую доработку UNIX для соответствия специфическим требованиям ARPAnet. На средства DARPA Фэбри и организовал Computer Systems Research Group. Наиболее значительными нововведениями группы является разработка сокетов Беркли и файловой системы UFS.
В 1970—1980-х годах AT&T подняла лицензионную плату за UNIX до 100—200 тысяч долларов. Это стало большой проблемой для маленьких исследовательских лабораторий и компаний, использовавших BSD, и тогда CSRG поставила себе цель заменить весь проприетарный исходный код, созданный в AT&T. Эта цель была достигнута к 1994 году, но AT&T не согласилась с этим и подала в суд. После завершения судебной тяжбы в 1994 году, CSRG распространила последние созданные ею версии, называвшиеся 4.4BSD-Lite (лицензия BSD) и 4.4BSD-Encumbered (лицензия AT&T UNIX).
Группа была расформирована в 1995 году, оставив после себя заметный след — операционные системы OpenBSD, NetBSD и FreeBSD, основанные на дистрибутиве 4.4BSD-Lite и продолжающие играть важную роль в сообществе UNIX до сих пор, а также стиль оформления программного кода на Си, так называемый стиль ядра, благодаря его широкому использованию в справочных страницах (man).
Вместе с Free Software Foundation и Linux, CSRG заложила фундамент современного сообщества open source.
Известными членами группы были Кейт Бостич (англ.), Билл Джой и Маршалл Кирк Маккьюзик.